# الحدث (كتاب)
الحدث (الفرنسية: L'Événement) هو كتاب مذكّرات كتبته الكاتبة الفرنسية آني إرنو الحائزة على جائزة نوبل للآداب، ونُشر لأول مرة عام 2000 عن دار غاليمار. يندرج هذا العمل ضمن السيرة الذاتية ويُصنف كأحد أبرز الكتب التي تناولت التجربة الشخصية للإجهاض في سياق اجتماعي وثقافي صارم، ويُعد من الأعمال المفصلية في مشروع إرنو الأدبي الذي يمزج بين الفردي والجماعي، وبين الشخصي والتاريخي.

## ملخص
تدور أحداث كتاب الحدث في عام 1963، أي قبل أربع سنوات من تشريع وسائل منع الحمل الفموية في فرنسا، واثني عشر عامًا من صدور قانون فيل (الفرنسية: Loi Veil) الذي شرّع الإجهاض عام 1975. تروي آني إرنو في هذا النص السيري معاناة طالبة شابة عند محاولتها إجراء إجهاض غير قانوني في مجتمع يجرّم ذلك بشدة، وتصف كيف اصطدمت برفض المجتمع وصمته وخوفه من وصمة العار.
تبدأ القصة بمشهد في مستشفى لاريبوازيير [الإنجليزية] في باريس، حيث تنتظر نتائج فحص مصل الدم بحثًا عن فيروس نقص المناعة البشرية (الإيدز). حين تتلقى النتيجة السلبية، تنفجر ضاحكة، وهو انفجار يتضمن الكثير من السخرية المريرة من التجربة السابقة التي مرت بها عندما اكتشفت حملها في شبابها.
ومن هنا، تنطلق الرواية في سرد تجربة مشابهة أكثر قسوة، حين كانت في بداية العشرينات، ووجدت نفسها حاملًا دون رغبة أو استعداد، في بيئة لا تسمح حتى بذكر الموضوع. تكشف إرنو عن اضطرارها لإخفاء الحمل عن والديها والمجتمع، وتصف بحثها المضني عن طبيب مستعد لإجراء الإجهاض بشكل سري وغير قانوني. كما توثق كيف اضطرت لمصارحة بعض المقربين طلبًا للمساعدة، وتُبرز الرعب الجسدي والنفسي الذي صاحب عملية الإجهاض، وهو ما يشكل قلب الكتاب وموضوعه الأساسي.
يعتمد السرد على مقاطع من مذكراتها اليومية، تغطي الأشهر الثلاثة الأولى من الحمل وصولاً إلى لحظة الإجهاض ثم مرحلة الشفاء، ما يمنح النص بُعدًا توثيقيًا إلى جانب أبعاده الأدبية والوجودية.

## استقبال
حظي كتاب الحدث باستقبال نقدي واسع وإيجابي، وقد أثار تفاعلًا كبيرًا نظرًا لجرأته وعمقه الفلسفي.
كتبت كلير ديفاريُو، في صحيفة ليبراسيون الفرنسية، أن قصة إرنو "تتجاوز الفردانية"، مؤكدة أن السرد لا يقتصر على التجربة الذاتية بل يتحول إلى شهادة إنسانية واجتماعية تتقاطع فيها الذات مع الواقع الجمعي. أما إميلي إيكن في نيويورك تايمز بوك ريفيو، فقد اعتبرت أن الموضوع الذي تتناوله إرنو هو من أكثر المواضيع "إثارة بطبيعته"، لكن معالجتها له جاءت "فلسفية بجرأة، بدلًا من أن تكون أخلاقية"، مما يضفي على النص طابعًا فكريًا تأمليًا يتجاوز الطرح التقليدي.  من جهتها، كتبت جوي بريس في ذي فيلّج فويس أن إرنو "تربط تجربتها بالعالم الأوسع للطبقة الاجتماعية والدين والقانون"، ما ينتج عنه "صورة صادمة وغير معتادة عن الطريقة التي تعيش بها المهبل في هذا العالم"، في إشارة إلى حضور الجسد الأنثوي في الفضاء العام والخاص ككيان سياسي واجتماعي، وليس فقط بيولوجيًا.

## اقتباس الفيلم
في عام 2021، تم تحويل كتاب الحدث إلى فيلم سينمائي يحمل العنوان نفسه، أخرجته المخرجة الفرنسية أودري ديوان. عُرض الفيلم لأول مرة عالميًا خلال الدورة الثامنة والسبعين من مهرجان البندقية السينمائي الدولي (2021)، حيث نال الجائزة الكبرى للمهرجان: الأسد الذهبي، وهو ما منح العمل شهرة جديدة وأعاد تسليط الضوء على قضية الإجهاض وتجربة آني إرنو الشخصية.